# Robin Dixon
Thomas Robin Valerian Dixon (Marylebone, 21 de abril de 1935) es un deportista británico que compitió en bobsleigh en la modalidad doble.
Participó en dos Juegos Olímpicos de Invierno en los años 1964 y 1968, obteniendo una medalla de oro en Innsbruck 1964 en la prueba doble. Ganó tres medallas en el Campeonato Mundial de Bobsleigh entre los años 1963 y 1966.

## Palmarés internacional
| Juegos Olímpicos   | Juegos Olímpicos           | Juegos Olímpicos  | Juegos Olímpicos |
| Año                | Lugar                      | Medalla           | Prueba           |
| ------------------ | -------------------------- | ----------------- | ---------------- |
| 1964               | Innsbruck (Austria)        | Medalla de oro    | Doble            |
| Campeonato Mundial |                            |                   |                  |
| Año                | Lugar                      | Medalla           | Prueba           |
| 1963               | Igls (Austria)             | Medalla de bronce | Doble            |
| 1965               | Sankt Moritz (Suiza)       | Medalla de oro    | Doble            |
| 1966               | Cortina d'Ampezzo (Italia) | Medalla de bronce | Doble            |